# Zhao Mengfu

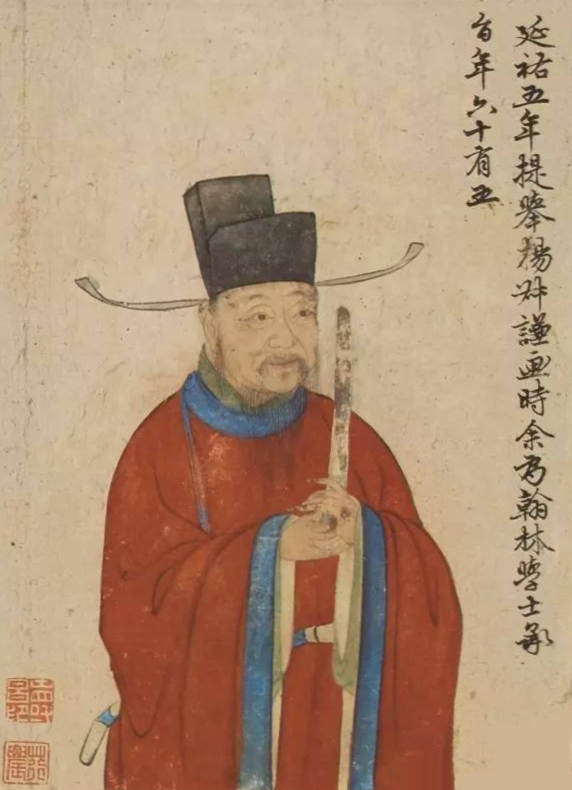
Zhao Mengfu

Herbstfarben

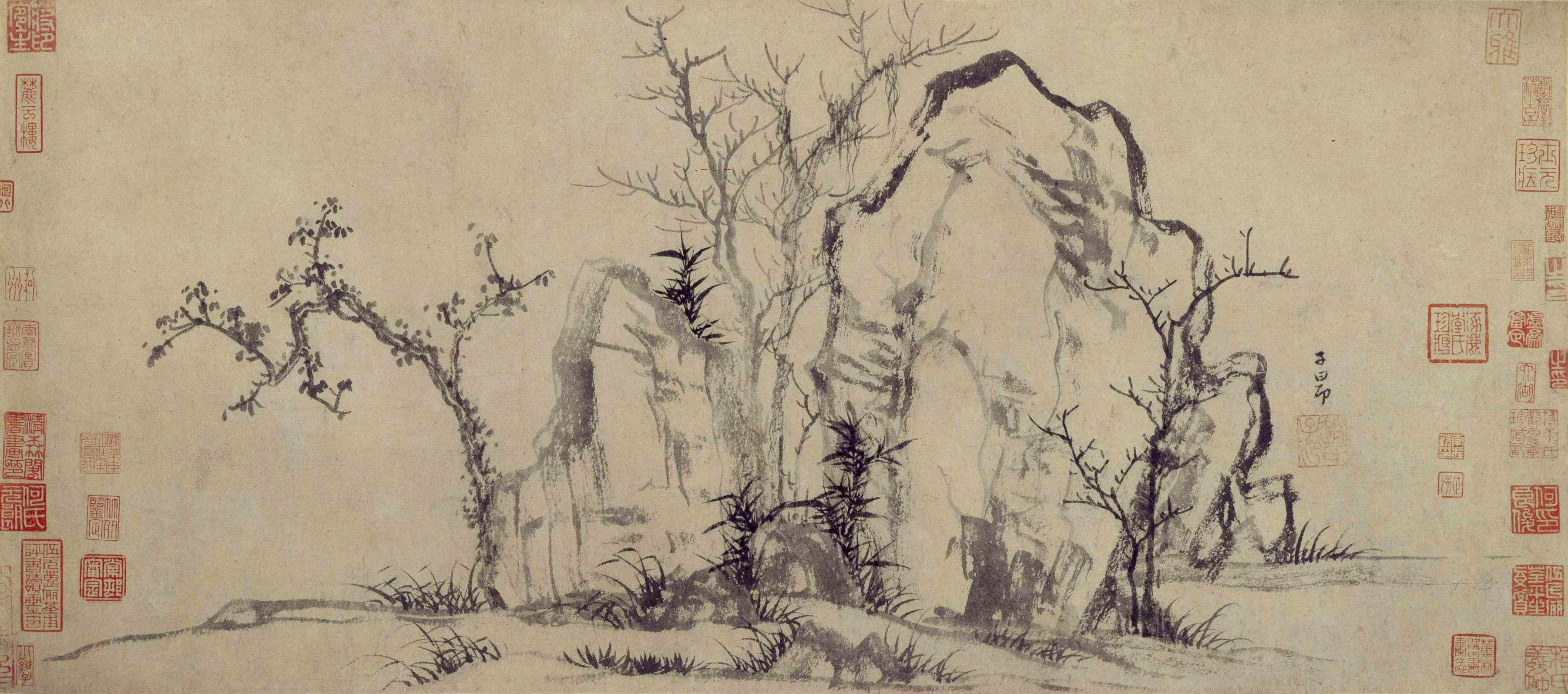
Elegante Felsen und karge Bäume

Zhao Mengfu (趙孟頫/赵孟頫, * 1254; † 1322) war ein chinesischer Maler der Song- und Yuan-Dynastie, der sich durch seine Fähigkeiten in chinesischer Malerei, chinesische Kalligrafie, Lyrik und Musik auszeichnete. Er ist aber auch vor allem bekannt für seine Pferdemalerei. Kublai Khan persönlich warb ihn 1286 für den hohen Staatsdienst an. Zur Zeit von Kaiser Buyantu Khan zählte er zum Kreis der einflussreichsten Persönlichkeiten bei Hofe. Zhao war als Nachkomme Kaiser Taizus in elfter Generation ein geborener Song-Prinz. Er beendete seine politische Karriere als Präsident der kaiserlichen Hanlin-Akademie.
Würdigung erhielt er als Namensgeber eines Kraters des Merkurs.